# Niphona lateralis
Niphona lateralis es una especie de escarabajo longicornio del género Niphona, tribu Pteropliini, subfamilia Lamiinae. Fue descrita científicamente por White en 1858.
La especie se mantiene activa durante los meses de enero, junio y agosto.

## Descripción
Mide 14-22 milímetros de longitud.

## Distribución
Se distribuye por Bangladés, Camboya, India, Laos, Birmania, Tailandia y Vietnam.